# His Nibs
His Nibs is een Amerikaanse filmkomedie uit 1921 onder regie van Gregory La Cava.

## Verhaal
De eigenaar van een filmzaal vindt het maar niets dat bioscoopgangers de tussentitels van films hardop lezen. Daarom besluit hij alle titels weg te knippen en het publiek zelf te vertellen wat er in de film gebeurt. In die film verhuist een jongen naar de grote stad. Hij wordt er opgelicht en moet de kost verdienen als bordenwasser. Later kan hij een meisje en haar vader voor oplichting behoeden.

## Rolverdeling
| Acteur              | Personage            |
| ------------------- | -------------------- |
| Chic Sale           | Meerdere rollen      |
| Colleen Moore       | Meisje               |
| Joseph J. Dowling   | Vader van het meisje |
| J.P. Lockney        | Zuurpruim            |
| Walt Whitman        | Vader van de jongen  |
| Lydia Yeamans Titus | Moeder van de jongen |
| Harry Edwards       | Schurk               |